# Fallo histórico
Se conoce como Fallo Histórico al fraude electoral perpetrado en República Dominicana por Joaquín Balaguer en las elecciones del 1978, donde pudo alterar los resultados y así obtener la mayoría del senado y una representación muy superior a la que realmente le correspondía.
En las elecciones del 1978, Joaquín Balaguer, hasta entonces presidente de la República Dominicana, envió a las instalaciones  de la Junta Central Electoral un conjunto de militares con órdenes precisas de interrumpir el conteo de los votos y la alteración de los resultados, en la cual quería declararse ganador y obviar los verdaderos resultados. 
Estados Unidos hizo saber su determinación de que los resultados electorales fueran respetados y el repudio generalizado a la intentona generó una crisis tal que forzó a Balaguer a entregar el poder. Sin embargo consiguió alterar los resultados consiguiendo la mayoría del senado y la cámara de diputados haciéndole casi imposible las ejecutorias del gobierno de Antonio Guzmán.